# 長征9号
長征9号 (中国語: 长征九号火箭, 英語: Long March 9) は、中国で計画中の超大型ロケット。

## 概要
低軌道 (LEO) に140-150トンを投入する能力を有する予定であり、月遷移軌道 (TLI) には50~53トンを投入する能力を有する予定である。
月面基地であるILRSの建設にも使用される予定であり、2030年までの試験打ち上げが予定されている。